# Mittelmeerspiele 2022/Boxen
Die Wettbewerbe im Boxen der Mittelmeerspiele 2022 fanden vom 26 Juni. bis zum 1. Juli in der EMEC Hall im algerischen Oran statt. Es wurden neun Gewichtsklassen für Männer ausgetragen sowie sechs für Frauen ausgetragen. Erfolgreichste Nation war das Gastgeberland Algerien.

## Ergebnisse

### Männer

#### Fliegengewicht (bis 52 kg)
| Platz | Athlet         | Land |
| ----- | -------------- | ---- |
| 1     | Federico Serra | ITA  |
| 2     | Said Mortaji   | MAR  |
| 3     | Samet Gümüş    | TUR  |
| 3     | Omer Ametović  | SRB  |

#### Bantamgewicht (bis 57 kg)
| Platz | Athlet              | Land |
| ----- | ------------------- | ---- |
| 1     | Batuhan Çiftçi      | TUR  |
| 2     | Oussama Mordjane    | ALG  |
| 3     | Bilel Mhamdi        | TUN  |
| 3     | Abdellatif Zouhairi | MAR  |

#### Leichtgewicht (bis 60 kg)
| Platz | Athlet               | Land |
| ----- | -------------------- | ---- |
| 1     | Mohamed Hamout       | MAR  |
| 2     | Enzo Grau            | FRA  |
| 3     | Abdelnacer Benlaribi | ALG  |
| 3     | Giuseppe Canonico    | ITA  |

Finale: 30. Juni 2018

#### Halbweltergewicht (bis 63 kg)
| Platz | Athlet            | Land |
| ----- | ----------------- | ---- |
| 1     | Yahia Abdelli     | ALG  |
| 2     | Gianluigi Malanga | ITA  |
| 3     | Shpetim Bajoku    | KOS  |
| 3     | Abdelhaq Nadir    | MAR  |

Finale: 30. Juni 2018

#### Weltergewicht (bis 69 kg)
| Platz | Athlet             | Land |
| ----- | ------------------ | ---- |
| 1     | Jugurtha Ait-Bekka | ALG  |
| 2     | Stefan Savković    | MNE  |
| 3     | Hamza el-Barbari   | MAR  |
| 3     | Omar el-Sayed      | EGY  |

Finale: 30. Juni 2018

#### Mittelgewicht (bis 75 kg)
| Platz | Athlet              | Land |
| ----- | ------------------- | ---- |
| 1     | Ahmad Ghosoun       | SYR  |
| 2     | Younes Nemouchi     | ALG  |
| 3     | Salvatore Cavallaro | ITA  |
| 3     | Moreno Fendero      | FRA  |

Finale: 30. Juni 2018

#### Halbschwergewicht (bis 81 kg)
| Platz | Athlet               | Land |
| ----- | -------------------- | ---- |
| 1     | Vladimir Mironchikov | SRB  |
| 2     | Mohammed Houmri      | ALG  |
| 3     | Petar Marčić         | MNE  |
| 3     | Gazimagomed Jalidov  | ESP  |

Finale: 30. Juni 2018

#### Schwergewicht (bis 91 kg)
| Platz | Athlet               | Land |
| ----- | -------------------- | ---- |
| 1     | Aziz Mouhiidine      | ITA  |
| 2     | Moh Said Hamani      | ALG  |
| 3     | Youcef Soheb Bouafia | FRA  |
| 3     | Vagkan Nanitzanian   | GRC  |

Finale: 30. Juni 2018

#### Superschwergewicht (ab 91 kg)
| Platz | Athlet               | Land |
| ----- | -------------------- | ---- |
| 1     | Yousry Hafez         | EGY  |
| 2     | Vincenzo Fiaschetti  | ITA  |
| 3     | Chouaib Bouloudinats | ALG  |
| 3     | Djamili-Dini Aboudou | FRA  |

Finale: 30. Juni 2018

### Frauen

#### Minimumgewicht (bis 48 kg)
| Platz | Athlet                | Land |
| ----- | --------------------- | ---- |
| 1     | Roumaysa Boualam      | ALG  |
| 2     | Ayşe Çağırır          | TUR  |
| 3     | Wafa Hafsi            | TUN  |
| 3     | Marta López (Boxerin) | ESP  |

#### Fliegengewicht (bis 50 kg)
| Platz | Athlet              | Land |
| ----- | ------------------- | ---- |
| 1     | Giordana Sorrentino | ITA  |
| 2     | Romane Moulai       | FRA  |
| 3     | Buse Naz Çakıroğlu  | TUR  |
| 3     | Laura Fuertes       | ESP  |

#### Bantamgewicht (bis 54 kg)
| Platz | Athlet          | Land |
| ----- | --------------- | ---- |
| 1     | Hatice Akbaş    | TUR  |
| 2     | Bojana Gojković | MNE  |
| 3     | Fatma Hadjala   | ALG  |
| 3     | Yomna Ayyad     | EGY  |

#### Leichtgewicht (bis 60 kg)
| Platz | Athlet         | Land |
| ----- | -------------- | ---- |
| 1     | Hadjila Khelif | ALG  |
| 2     | Chaymae Rhaddi | MAR  |
| 3     | Amina Zidani   | FRA  |
| 3     | Rebecca Nicoli | ITA  |

#### Leichtweltergewicht (bis 63 kg)
| Platz | Athlet          | Land |
| ----- | --------------- | ---- |
| 1     | Imane Khelif    | ALG  |
| 2     | Assunta Canfora | ITA  |
| 3     | Gizem Özer      | TUR  |
| 3     | Thaïs Larché    | FRA  |

#### Weltergewicht (bis 66 kg)
| Platz | Athlet            | Land |
| ----- | ----------------- | ---- |
| 1     | Busenaz Sürmeneli | TUR  |
| 2     | Ichrak Chaib      | ALG  |
| 3     | Oumaïma Belahbib  | MAR  |
| 3     | Melissa Gemini    | ITA  |